# Masiakasaurus
Masiakasaurus knopfleri
Genre
Espèce
Masiakasaurus (signifiant « lézard violent », du malgache masiaka) est un genre éteint de dinosaures théropodes de la famille des Noasauridae ayant vécu à Madagascar à la fin du Crétacé supérieur, au Maastrichtien, il y a environ entre 72 et 66 Ma (millions d'années).
Une seule espèce est connue, l'espèce type : Masiakasaurus knopfleri, nommée d'après le fondateur du groupe Dire Straits, Mark Knopfler, à qui, les chercheurs, Sampson et son équipe, attribuent l'inspiration de leur expédition.

## Description
Masiaksaurus mesurait 1,80 mètre de long, 60 centimètres de haut et pesait 35 kilogrammes.
Sa principale caractéristique sont ses longues dents courbées vers le devant.
On suppose que sa mâchoire incurvée vers le bas lui permettait de saisir de petites proies (insectes, lézards et peut-être même fruits, ou de capturer des poissons avec sa mâchoire antérieure et de les déchiqueter avec ses dents du fond).
Masiakasaurus, contrairement aux autres Noasauridae, possède un crâne long et bas. Son trait le plus marquant est probablement sa mâchoire incurvée vers le bas, à un angle d'environ 10°.

## Classification phylogénétique au sein des Noasauridae
Position phylogénétique des Masiakasaurus au sein des Noasauridae:
|  | Abelisauridae                                                |
|  |                                                              |
|  | \| \| Limusaurus \| \| \| \| \| \| Elaphrosaurus \| \| \| \| |
|  |                                                              |
|  | Limusaurus                                                   |
|  |                                                              |
|  | Elaphrosaurus                                                |
|  |                                                              |

|  | Limusaurus    |
|  |               |
|  | Elaphrosaurus |
|  |               |

|  | Masiakasaurus                                                 |
|  |                                                               |
|  | \| \| Vespersaurus \| \| \| \| \| \| Velocisaurus \| \| \| \| |
|  |                                                               |
|  | Vespersaurus                                                  |
|  |                                                               |
|  | Velocisaurus                                                  |
|  |                                                               |

|  | Vespersaurus |
|  |              |
|  | Velocisaurus |
|  |              |

|  | Abelisauridae                                                |
|  |                                                              |
|  | \| \| Limusaurus \| \| \| \| \| \| Elaphrosaurus \| \| \| \| |
|  |                                                              |
|  | Limusaurus                                                   |
|  |                                                              |
|  | Elaphrosaurus                                                |
|  |                                                              |

|  | Limusaurus    |
|  |               |
|  | Elaphrosaurus |
|  |               |

|  | Masiakasaurus                                                 |
|  |                                                               |
|  | \| \| Vespersaurus \| \| \| \| \| \| Velocisaurus \| \| \| \| |
|  |                                                               |
|  | Vespersaurus                                                  |
|  |                                                               |
|  | Velocisaurus                                                  |
|  |                                                               |

|  | Vespersaurus |
|  |              |
|  | Velocisaurus |
|  |              |